# ستيفن شاين مكدونالد
ستيفن شاين مكدونالد (بالإنجليزية: Steven Shane McDonald)‏ هو موسيقي أمريكي، ولد في 24 مايو 1967 في هاوثورني في الولايات المتحدة.

## وصلات خارجية
- ستيفن شاين مكدونالد على موقع IMDb (الإنجليزية)
- ستيفن شاين مكدونالد على موقع ميوزك برينز (الإنجليزية)
- ستيفن شاين مكدونالد على موقع أول ميوزيك (الإنجليزية)
- ستيفن شاين مكدونالد على موقع أول ميوزيك (الإنجليزية)
- ستيفن شاين مكدونالد على موقع ديسكوغز (الإنجليزية)
- ستيفن شاين مكدونالد على موقع قاعدة بيانات الفيلم (الإنجليزية)